# Зарембиці
Зарембиці (пол. Zarębice) — село в Польщі, у гміні Пширув Ченстоховського повіту Сілезького воєводства.
Населення — 379 осіб (2011).
У 1975-1998 роках село належало до Ченстоховського воєводства.

## Демографія
Демографічна структура станом на 31 березня 2011 року:
|          | Загалом | Допрацездатний вік | Працездатний вік | Постпрацездатний вік |
| -------- | ------- | ------------------ | ---------------- | -------------------- |
| Чоловіки | 188     | 30                 | 132              | 26                   |
| Жінки    | 191     | 25                 | 112              | 54                   |
| Разом    | 379     | 55                 | 244              | 80                   |